# Kotla Vijaya Bhaskara Reddy

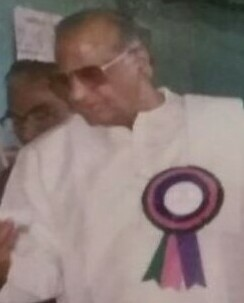
Kotla Vijaya Bhaskara Reddy

Kotla Vijaya Bhaskara Reddy (Telugu కోట్ల విజయభాస్కరరెడ్డి; * 16. August 1920 in Amakathadu, Laddagiri, Distrikt Kurnool, Präsidentschaft Madras, Britisch-Indien; † 27. September 2001 in Hyderabad, Andhra Pradesh, heute: Telangana) war ein indischer Politiker des Indischen Nationalkongresses INC, der unter anderem mehrmals Mitglied der Lok Sabha, des Unterhauses des indischen Parlaments, sowie zwei Mal Chief Minister von Andhra Pradesh (1982–1983, 1992–1994) war. Er fungierte zudem als Minister in verschiedenen Unionsregierungen.

## Leben
Kotla Vijaya Bhaskara Reddy, Sohn von K. Pedda Nagi Reddy, absolvierte nach dem Schulbesuch ein grundständiges Studium am Besant Theosophical College in Madanapalle, welches er mit einem Bachelor of Arts (B.A.) beendete. Während seines Studiums engagierte er sich als Kapitän der Hockey- und Fußballmannschaften des College. Ein darauf folgendes Studium der Rechtswissenschaften am Madras Law College schloss er mit einem Bachelor of Laws (LL.B.) ab. Er nahm am Freiheitskampf und wurde dabei dreimal Opfer eines Lathiangriffs in Madanapalle: zuerst beim Tod von Mahadev Desai am 15. August 1942, dann beim Tod von Kasturba Gandhi am 22. Februar 1944 und schließlich während Mahatma Gandhis Fasten.
Nach der Unabhängigkeit Indiens vom Vereinigten Königreich am 15. August 1947 war er als Rechtsanwalt und Landwirt tätig und begann seine politisches Engagement für den Indischen Nationalkongress INC als er 1955 Mitglied der Legislativversammlung (Andhra Pradesh Legislative Assembly), des Unterhauses des Parlaments des Bundesstaates Andhra Pradesh, wurde und diesem bis 1961 angehörte. Während seiner Parlamentszugehörigkeit war er von 1955 bis 1961 Mitglied des Haushaltsausschusses sowie zudem Sekretär der Kongresspartei in Andhra Pradesh. Daneben fungierte er zwischen 1959 und 1967 als Vorsitzender des Distriktsrates (Zila Parishad) im Distrikt Kurnool und war zudem von 1961 bis 1962 Vorsitzender des Haushaltsausschusses dieses Rates. Er fungierte daraufhin zwischen 1962 und 1964 als Generalsekretär des INC-Ausschusses von Andhra Pradesh und war von 1967 bis 1972 Mitglied des Legislativratess (Legislative Council), des Oberhauses des Parlaments von Andhra Pradesh. Während dieser übernahm er zwischen 1967 und 1971 den Posten als Minister für Zusammenarbeit, Bewässerung und Finanzen in der Bundesstaatsregierung von Chief Minister Kasu Brahmananda Reddy. Daneben war er von 1967 bis 1969 auch Vorsitzender des Andhra Pradesh Sports Council.
Bei der Parlamentswahl vom 16. bis 20. März 1977 wurde Reddy für den INC im Wahlkreis „Kurnool“ erstmals zum Mitglied der Lok Sabha gewählt, des Unterhauses des indischen Parlaments (Bhāratīya Sansad), und gehörte dieser nach seiner Wiederwahl bei der Parlamentswahl am 3. und 6. Januar 1980 bis zur Parlamentswahl am 24., 27. und 28. Dezember 1984 an. Er war zwischen 1977 und 1982 Mitglied des Haushaltsausschusses und fungierte zudem von 1980 bis 1981 als Präsident des INC im Bundesstaat Andhra Pradesh. Als Nachfolger seines Parteifreundes Bhavanam Venkataram Reddy wurde er am 20. September 1982 Chief Minister von Andhra Pradesh und bekleidete dieses Amt bis zum 8. Januar 1983, woraufhin N. T. Rama Rao von der Telugu Desam Party neuer Chefminister dieses Bundesstaates wurde.
Danach wurde er am 29. Januar 1983 als Minister ohne Geschäftsbereich in das Kabinett Indira Gandhi III berufen und bekleidete dieses Amt bis zum 14. Februar 1983. Im Zuge einer Kabinettsumbildung übernahm er daraufhin am 14. Februar 1983 von C. M. Stephen den Posten des Unionsministers für Transport und Schifffahrt und hatte diesen bis zu seiner Ablösung durch Veerendra Patil am 7. September 1984 inne. Daraufhin übernahm er wiederum am 7. September 1984 von Narayan Datt Tiwari die Ämter als Industrieminister sowie als Minister für Stahl und Bergbau	und bekleidete diese bis zum Ende der Amtszeit des dritten Kabinetts Gandhi nach der Ermordung von Premierministerin Indira Gandhi am 31. Oktober 1984. Im darauf folgenden Kabinett Rajiv Gandhi fungierte er allerdings vom 31. Oktober bis zum 29. Dezember 1984 weiterhin als Minister für Industrie, Stahl und Bergbau und wurde daraufhin von Vasant Sathe

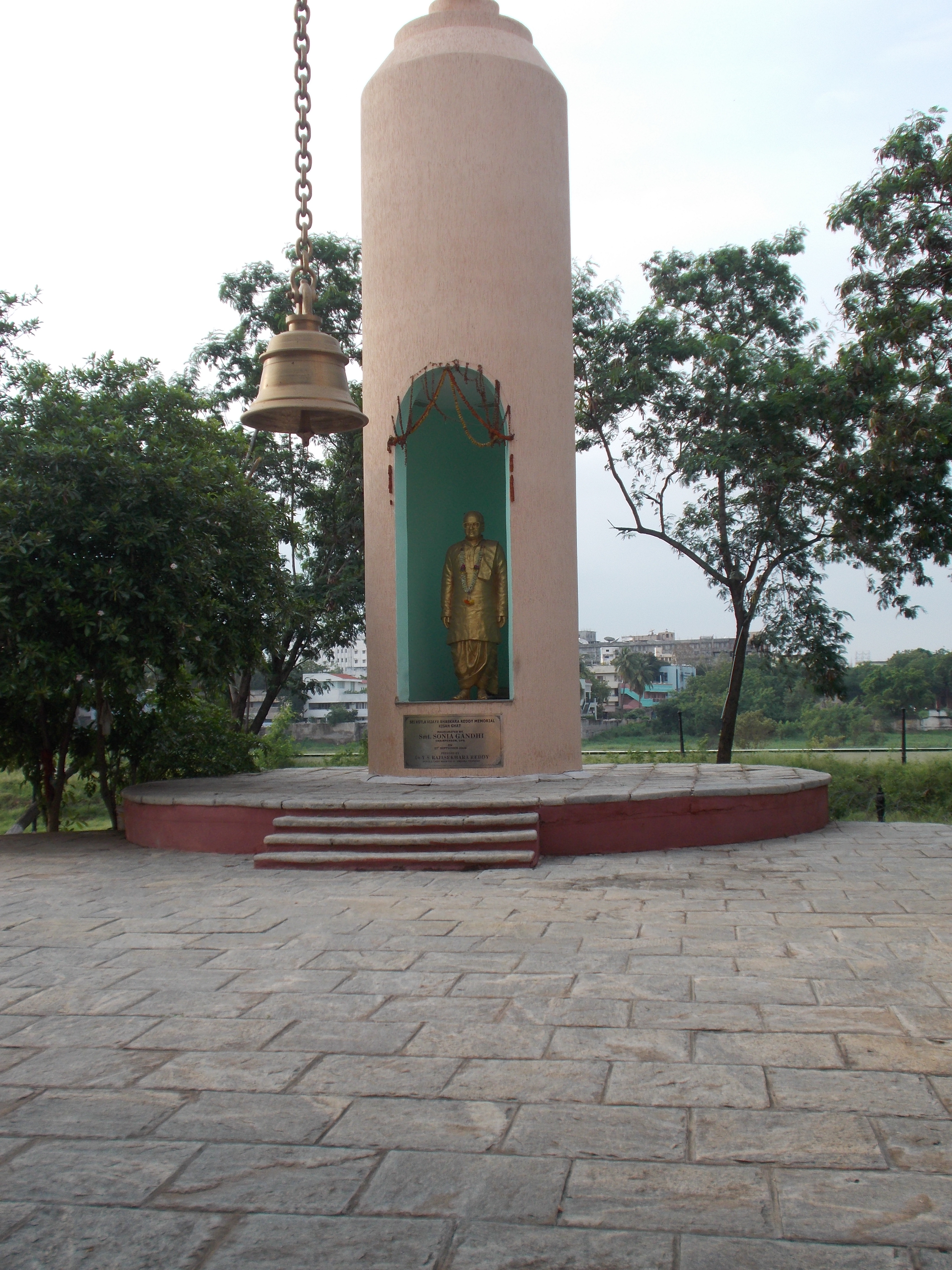
Statue von Kotla Reddy in Kurnool, Andhra Pradesh.

Bei der Parlamentswahl am 22. und 26. November 1989 wurde Kotla Reddy im Wahlkreis „Kurnool“ erneut zum Mitglied der Lok Sabha gewählt und gehörte dieser nunmehr nach seinen Wiederwahlen bei den Parlamentswahlen am 20. Mai, sowie 12. und 15. Juni 1991, am am 27. April, sowie am 2., 7., 23., 27. und 30. Mai 1996 sowie am 16., 22., 23. und 28. Februar sowie am 7. März 1998 bis zur Parlamentswahl zwischen dem 5. September und 4. Oktober 1999 an. Während der neunten Legislaturperiode war er von 1990 bis 1991 Mitglied des Ausschusses für untergeordnete Gesetzgebung, Mitglied des Beratenden Ausschusses des Ministeriums für Wasserressourcen sowie Mitglied des Politischen Ausschusses der INC-Fraktion in der Lok Sabha. Am 21. Juni 1991 übernahm er im Kabinett Rao das Amt als Unionsminister für Recht, Justiz und Unternehmensangelegenheiten und bekleidete dieses bis zum 17. Januar 1993, woraufhin Premierminister P. V. Narasimha Rao diesen Posten selbst übernahm.
Reddy, der zwischen 1992 und 1994 erneut Mitglied der Legislativversammlung von Andhra Pradesh war, übernahm am 9. Oktober 1992 von seinem Parteifreund N. Janardhana Reddy zum zweiten Mal das Amt des Chief Ministers von Andhra Pradesh und übte dieses Amt bis zu seiner abermaligen Ablösung durch N. T. Rama Rao von der Telugu Desam Party am 12. Dezember 1994. Als Chief Minister kam es zur Gründung von 15 weiterführenden Schulen und Grundschulen in allen Dörfern des Distrikts Kurnool, zur Einführung eines Mittagessenprogramms in der Grundschule für Kinder von 6 bis 11 Jahren im gesamten Bundesstaat Andhra Pradesh sowie zur vergünstigten Lieferung von Reis. In der elften Legislaturperiode der Lok Sabha war er von 1996 bis 1997 Mitglied des Ausschusses für Verkehr und Tourismus und gehörte diesem Ausschuss zwischen 1998 und 1999 auch in der zwölften Legislaturperiode der Lok Sabha an. Darüber hinaus war er auch Mitglied des Geschäftsordnungsausschusses sowie Mitglied des Beratungsausschusses des Ministeriums für Zivilluftfahrt.
Aus seiner am 7. Juni 1950 geschlossenen Ehe mit K. Shyamla Reddy gingen zwei Söhne und drei Töchter hervor.